# جمعية العلاقات العامة
جمعية العلاقات العامة، انطلقت في 1 فبراير 2018م كمبادرة باسم (لقاء العلاقات العامة) بقيادة عدد من المتخصصين في قطاع العلاقات العامة بالمملكة العربية السعودية (أحمد الفديح، أحمد الشنقيطي، رشيد الربيش، سلطان العويس، عبد الله العقلاء، عبدالله القحطاني، يوسف الأحمري)، كانت تهدف المبادرة لقاءات أسبوعية كل خميس لتعزيز التواصل بين العاملين في القطاع زيادة الثقة بينهم.

## الرؤية
تنمية الثقافة بين العاملين وتعزيز التواصل بينهم وابراز أهم الممارسات والشخصيات والخبرات.

## الرسالة
رسالة الجمعية تتماشى مع طموحات القيادة و رؤية المملكة العربية السعودية.

## الأهداف
- الارتقاء بالفكر الاعلامي.
- دعم الدراسات في العلاقات العامة.
- تأهيل العاملين على صناعة المحتوى الرقمي والإعلامي.
- دعم البرامج والحملات التسويقية.

## انظر ايضا
- علاقات عامة

## وصلات خارجية
- العلاقات العامة